# Општина Ружић
Општина Ружић је новоформирана општина у саставу Шибенско-книнске жупаније, у Далмацији, Република Хрватска. Средиште општине је насеље Градац.

## Географија
Општина Ружић се налази у источном делу Шибенско-книнске жупаније. Граничи се са градом Дрнишом, општином Унешић и Сплитско-далматинском жупанијом.

## Становништво
Према попису из 2001. године, општина је имала 1.775 становника распоређених у 9 насеља. Општина Ружић је према попису становништва из 2011. године имала 1.591 становника.

### Попис 2011.
На попису становништва 2011. године, општина Ружић је имала 1.591 становника, следећег националног састава:
| Попис 2011.‍   | Попис 2011.‍ | Попис 2011.‍ | Попис 2011.‍ | Попис 2011.‍ |
| ------------- | ----------- | ----------- | ----------- | ----------- |
|               |             |             |             |             |
| Хрвати        | Хрвати      |             | 1.575       | 98,99%      |
| Срби          | Срби        |             | 11          | 0,69%       |
| остали        | остали      |             | 5           | 0,31%       |
| укупно: 1.591 |             |             |             |             |

## Насељена места
- Баљци
- Градац
- Кљаке
- Мирловић Поље
- Мосећ
- Отавице
- Ружић
- Умљановић
- Чавоглаве

## Историја
Подручје општине је насељено још од пре нове ере. Своја насеља су у околини имала илирска племена. У време Римског царства овде се налазила насеобина – Municipium magnum (на простору данашњег насеља Умљановићи). Кроз општину пролази и стара римска цеста Салона-Промона, са чијим се страна налазе остаци војин логора из тог доба. Из Отавица је познати вајар Иван Мештровић.
До распада Југославије, општина се налазила у саставу некадашње велике општине Дрниш.

## Привреда
Становништво се бави претежно пољопривредом, ловом и шумарством. Привреда општине је слабо развијена и ослања се на суседна места. Запажен број људи се бави трговином и грађевинарством.